# Мікрокосмос (фільм)
«Мікрокосмос» (фр. Microcosmos: Le peuple de l'herbe) — документальний кінофільм 1996 року спільного виробництва кінематографістів Франції, Швейцарії та Італії, поставлений режисерами Клодом Нурідсані та Марі Перену. Фільм отримав перемогу у п'яти категоріях кінопремії «Сезар» з 8-ми номінацій у 1997-у році. Фільм був показаний у позаконкурсній програмі 49-го Каннського кінофестивалю та отримав Технічний Ґран-прі .

## Синопсис
Фільм французьких біологів, що став підсумком їх п'ятнадцятирічних наукових розробок, двох років технічної підготовки, трьох років зйомок і шести місяців монтажу, розповідає про один день з життя комах, де мікроскопічне життя поєднується з прекрасними пейзажами. Звичайні для людини явища природи, такі як дощ, вітер, туман, показані так, як їх сприймають «найменші». Невловимі для звичайного погляду, але завдяки винаходам збільшуючих пристроїв, дають нам можливість постежити за красою їх мікроскопічного світу, захованого від людських очей.

## Визнання
| Нагороди та номінації фільму «Мікрокосмос» | Нагороди та номінації фільму «Мікрокосмос» | Нагороди та номінації фільму «Мікрокосмос» | Нагороди та номінації фільму «Мікрокосмос»              | Нагороди та номінації фільму «Мікрокосмос» | Нагороди та номінації фільму «Мікрокосмос» |
| Рік                                        | Нагорода                                   | Категорія                                  | Номінант                                                | Результат                                  |                                            |
| ------------------------------------------ | ------------------------------------------ | ------------------------------------------ | ------------------------------------------------------- | ------------------------------------------ | ------------------------------------------ |
| 1996                                       | 49-й Каннський кінофестиваль               | Технічний Ґран-прі                         | Клод Нурідсані, Марі Перену                             | Перемога                                   |                                            |
| 1996                                       | Асоціація телевізійних кінокритиків        | Найкращий документальний фільм             | Мікрокосмос                                             | 2-е місце                                  |                                            |
| 1996                                       | Міжнародний кінофестиваль у Генті          | Приз Жоржа Делерю                          | Бруно Куле                                              | Перемога                                   |                                            |
| 1996                                       | Товариство кінокритиків Техасу (США)       | Найкращий документальний фільм             | Мікрокосмос                                             | Перемога                                   |                                            |
| 1997                                       | 22-а церемонія Премії «Сезар»              | Найкращий фільм                            | Мікрокосмос                                             | Номінація                                  |                                            |
| 1997                                       | 22-а церемонія Премії «Сезар»              | Найкращий дебютний фільм                   | Мікрокосмос                                             | Номінація                                  |                                            |
| 1997                                       | 22-а церемонія Премії «Сезар»              | Найкращий продюсер                         | Жак Перрен                                              | Перемога                                   |                                            |
| 1997                                       | 22-а церемонія Премії «Сезар»              | Найкраща операторська робота               | Тьєррі Машадо, Юг Ріффель, Клод Нурідзані, Марі Перенну | Перемога                                   |                                            |
| 1997                                       | 22-а церемонія Премії «Сезар»              | Найкращий монтаж                           | Флоренс Рікар, Марі-Жозеф Йойотт                        | Перемога                                   |                                            |
| 1997                                       | 22-а церемонія Премії «Сезар»              | Найкращий звук                             | Філіп Барбо, Бернар Леру, Лоран Квальо                  | Перемога                                   |                                            |
| 1997                                       | 22-а церемонія Премії «Сезар»              | Найкраща музика до фільму                  | Бруно Куле                                              | Перемога                                   |                                            |